# Ponte Milvio

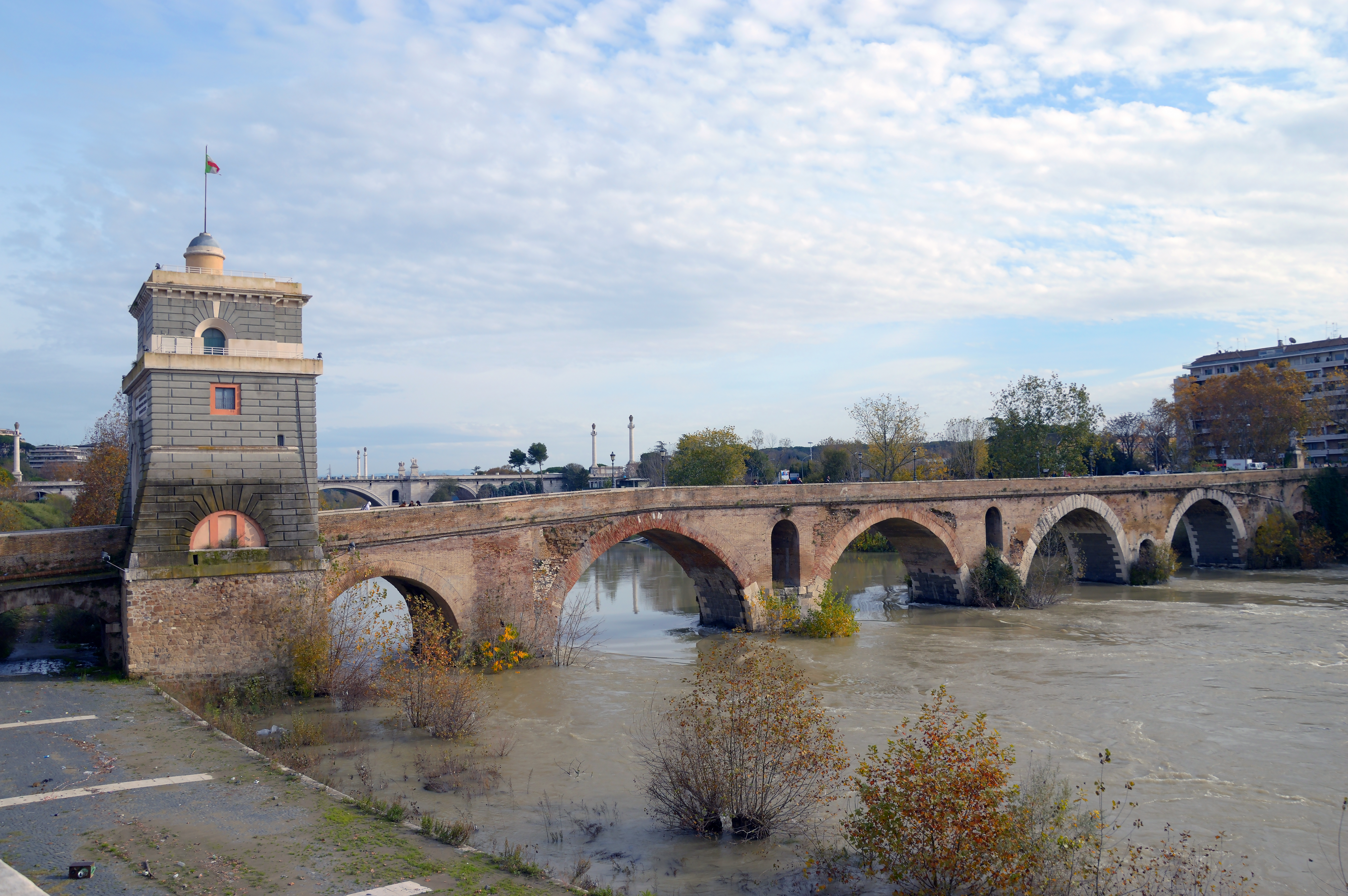
Ponte Milvio, un dels ponts sobre el riu Tíber

El ponte Milvio (o també en idioma italià: Ponte Molle, en llatí: pons Milvius o pons Mulvius) és un pont situat al nord de Roma. És un dels ponts més importants sobre el riu Tíber.

## Història
Va ser construït pel cònsol Gai Claudi Neró el 206 aC, després d'haver derrotat l'exèrcit cartaginès a la batalla del Metaure. El 109 aC, el censor Marc Emili Escaure va construir un nou pont de pedra en el mateix lloc: destruí l'antic. Al 312, Constantí I vencé Maxenci, el seu rival, en la famosa batalla del Pont Milvi, a la zona que es troba entre aquest pont i Saxa Rubra.
Durant l'edat mitjana un monjo anomenat Acuzio va renovar el pont, i el 1429 el papa Martí V li va demanar a un famós arquitecte, Francesco da Genazzano, que reparés el pont, ja que estava a punt d'esfondrar-se. Durant els segles xviii i xix, el pont va ser modificat per dos artistes, Giuseppe Valadier i Domenico Pigiani.

## Costum modern
A finals de 2006, inspirats pels protagonistes de la novel·la Tinc ganes de tu de Federico Moccia, el pont va començar a atreure l'interès de les parelles, que fan servir el pal de llum sobre aquest per a penjar cadenats com a senyal del seu amor. En el ritual, la parella subjecta el cadenat al pal i després llança la clau al Tíber sobre les seves espatlles.
Després del 13 d'abril de 2007, les parelles van haver de posar fi a aquest costum perquè aquest dia, a causa del pes de tots els cadenats, va caure el pal. En el seu lloc, es va crear una web a internet que permet a les parelles l'ús de cadenats "virtuals". No obstant això, des de juliol de 2007, els enamorats poden tornar a penjar els seus cadenats gràcies a unes columnes d'acer manades posar per l'alcalde de Roma.